# Ctenocella laevis
Ctenocella laevis är en korallart som först beskrevs av Addison Emery Verrill 1865.  Ctenocella laevis ingår i släktet Ctenocella och familjen Ellisellidae. Inga underarter finns listade i Catalogue of Life.